# Maria Zdziarska-Zaleska
Maria Zaleska, z domu Zdziarska ps. „dr Zygmuntowa” (ur. 3 lipca 1898 w Grotowicach, zm. 13 czerwca 1987 w Warszawie) – sanitariuszka i lekarka, uczestniczka III powstania śląskiego, porucznik Armii Krajowej, instruktorka harcerska, dama Orderu Virtuti Militari.

## Życiorys
Była córką Kazimierza, ziemianina, inżyniera, właściciela majątku Grotowice, i Kamilli z Arkuszewskich. Miała sześcioro rodzeństwa.
Do dwunastego roku życia miała prywatne lekcje. Następnie uczyła się w Prywatnym Gimnazjum W. Pawlickiej w Klarysewie. Maturę złożyła w 1916 w Warszawie, jako ekstern. Brała udział w działalności konspiracyjnej wśród młodzieży warszawskiej. Od 1913 prowadziła żeńską drużynę skautową, później była członkiem Komendy Okręgu i Komendy Naczelnej Skautingu Polskiego. Od 1917 członkini Komendy Naczelnej ZHP. W 1916 podjęła studia medyczne na Uniwersytecie Warszawskiem.
Od 1915 działała w Polskiej Organizacji Wojskowej. Brała czynny udział w przejęciu od Niemców Szpitala Ujazdowskiego w listopadzie 1918, następnie wyjechała na front jako sanitariuszka. Służyła w 4 pułku piechoty Legionów, od września 1919 jako lekarz III baonu 4 pp, a w kwietniu 1920 lekarz 605 szpitala polowego. Walczyła pod Hrubieszowem w sierpniu 1920. 22 sierpnia 1920 dostała się do niewoli radzieckiej, zwolniona kilka dni później.
W marcu 1921 roku w odpowiedzi na apel Departamentu Sanitarnego zgłosiła się do służby medycznej powstańcom śląskim. W pierwszej połowie 1921 roku działała w komisjach plebiscytowych. W czasie III powstania śląskiego walczyła, jako lekarz II batalionu 8 Tarnogórskiego Pułku Piechoty.
W 1923 ukończyła przerwane działaniami wojennymi studia, uzyskując tytuł doktora medycyny. Pracowała m.in. w sanatorium dziecięcym w Busku. W listopadzie 1924 wyjechała na rok specjalizacji do Paryża, gdzie miała kontakt z polską elitą Wielkiej Emigracji. Tam poznała też Zygmunta Zaleskiego, działacza oświatowego, z którym w czerwcu 1925 (według innego źródła 25 lipca) wzięła ślub. Przez cały pobyt w Paryżu Zdziarska-Zaleska zajmowała się rodziną, jednocześnie angażując się w prace społeczne. Od 1927 była członkinią Rady Zarządzającej FIDAC (Fédéradation Interalliée des Anciens Combatants) i jej sekcji żeńskiej. Brała udział w konferencjach zagranicznych m.in. w: Belgii, Czechosłowacji, Jugosławii, Portugalii, Rumunii.
W czasie kampanii wrześniowej samorzutnie zorganizowała trzy punkty sanitarne dla ludności cywilnej na terenie gminy Rzeczyca. Później pracowała w szpitalu dla jeńców w Rawie Mazowieckiej. We wrześniu 1942 została przyjęta przez kpt. Tadeusza Bartoszka na stanowisko lekarza VII Zgrupowania 2 Rejonu Obwodu I Śródmieście Armii Krajowej.
27 kwietnia 1943 została aresztowana przez Gestapo i osadzona w więzieniu przy al. Szucha, następnie została przeniesiona na Pawiak. W maju została wywieziona do obozu koncentracyjnego Ravensbrück, a w październiku do karnego obozu Grünenberg pod Berlinem. Po wojnie trafiła do Szwecji, następnie emigrowała do Francji. W 1961 generał Władysław Anders mianował ją na stopień kapitana. Do Polski wróciła po śmierci męża. Zmarła 13 lipca 1987 w Warszawie. Została pochowana na Cmentarzu Powązkowskim w Warszawie w grobie rodzinnym Zdziarskich.
Opublikowała dwa wspomnienia: W okopach. Pamiętnik kobiety-lekarza batalionu, Płomienne czasy. Dzieje rodziny polskiej w czasie II wojny światowej.
Jej kuzynką była Teresa Grodzińska, polska sanitariuszka, zamordowana podczas wojny polsko-bolszewickiej, pośmiertnie odznaczona Orderem Virtuti Militari, jako pierwsza kobieta w II RP.
Miała czworo dzieci: Andrzeja (1926–1943), Kazimierza Piotra (ur. 1928), Romana (ur. 1933) oraz Monikę (ur. 1935).

## Ordery i odznaczenia
- Krzyż Srebrny Orderu Virtuti Militari nr 439 – 28 lutego 1921[12]
- Krzyż Niepodległości – 9 listopada 1932 za pracę w dziele odzyskania niepodległości[13]
- Krzyż Walecznych[7]
- Srebrny Krzyż Zasługi z Mieczami (1943)[14]